# Northrop YC-125 Raider
Northrop YC-125 Raider (N-23 Pioneer) – amerykański samolot transportowy o właściwościach STOL, opracowany przez przedsiębiorstwo Northrop. Początkowo przeznaczona na rynek cywilny maszyna pasażersko-towarow. Nie znajdując jednak zainteresowania wśród przewoźników komercyjnych, konstrukcja znalazła się na krótko w służbie United States Air Force.

## Historia
Pierwszą powojenną konstrukcją wytwórni Northrop był pasażersko-towarowy samolot Northrop N-23 Pioneer. W wersji pasażerskiej maszyna miała przewozić 36 pasażerów, a w wersji towarowej 5 ton ładunku. Wytwórnia miała nadzieję, iż nowa konstrukcja znajdzie zainteresowanie wśród przewoźników operujących w środkowej i południowej Ameryce, Afryce, Chinach, Alasce, wszędzie tam, gdzie infrastruktura lotniskowa była uboga lub praktycznie nie istniała. Trzysilnikowy górnopłat o numerze rejestracyjnym NX8500H wzbił się do swojego pierwszego lotu 21 grudnia 1946 roku. Za jej sterami siedział pilot oblatywacz Max Stanley. Samolot charakteryzował się bardzo dobrymi właściwościami krótkiego startu i lądowania. Do startu, samolot o masie 10 433 kg potrzebował 122 metrowej drogi, lądowanie zajmowało 183 m. Nowa maszyna nie wzbudziła jednak zainteresowania potencjalnych odbiorców. Powojenny rynek samolotów został wówczas zalany maszynami pochodzącymi z demobilu, tanimi, w dobrym stanie technicznym a często wręcz nowymi. Na niebie zagościły cywilne Douglas DC-3. W zaistniałej sytuacji firma nie podjęła produkcji seryjnej a wybudowany prototyp wykorzystywano w celach promocyjnych. Na początku 1948 roku rozpoczęto próby w locie zmodernizowanej konstrukcji, zmodyfikowano płetwę grzbietową będącą przednią częścią usterzenia pionowego. 19 lutego 1948 roku, z powodu uszkodzenia płetwy w locie, jedyny egzemplarz uległ katastrofie. Za sterami uszkodzonej maszyny pozostał pilot Latham A. Perrett. Jego postawa dała czas na opuszczenie N-23 na spadochronach pozostałym dwóm członkom załogi Johnowi Atkinsonowi Eustacemu Hetzelowi. Obaj ocaleli, ale Perrett zginął w szczątkach maszyny. Tymczasem, ku zdziwieniu wytwórni, zainteresowanie samolotem wyraziła United States Air Force. Siły powietrzne po krótkich negocjacjach zamówiły 23 egzemplarze w dwóch wersjach. Pierwszej oznaczonej jako YC-125A, przeznaczonej do transportu 30 żołnierzy i drugiej wersji YC-125B, przeznaczonej do działań ratowniczych z możliwością przewożenia noszy i operowania w warunkach arktycznych. Wersja ta miała mieć możliwość instalacji płóz zamiast kół podwozia. Wojskowi zainteresowani byli pozyskaniem maszyny zdolnej do operowania z gruntowych lotnisk o ubogiej infrastrukturze, transportu ładunków i żołnierzy do wysuniętych baz operacyjnych. Nowa konstrukcja, o firmowym oznaczeniu N-32 wzbiła się po raz pierwszy w powietrze 1 sierpnia 1949 roku. Aby maksymalnie skrócić drogę startową samolotu, przewidziano możliwość startu wspomaganego z pomocą systemu małych dodatkowych silników rakietowych JATO. W takiej konfiguracji długość drogi startowej załadowanej maszyny wynosiła 155 metrów.

## Służba
Wybudowane YC-125A o numerach seryjnych od 48-628 do 48-640 i YC-125B o numerach seryjnych od 48-618 do 48-627 zaczęły trafiać do sił powietrznych w 1950 roku. Kariera samolotu w US Air Force nie trwała jednak zbyt długo. Dużo łatwiejsze w użyciu w porównaniu do YC-125 ze zbyt słabymi silnikami i kłopotliwym w użyciu JATO okazały się być tańsze w użytkowaniu i wypełnianiu tych samych zadań, wprowadzane na uzbrojenie śmigłowce. Wszystkie samoloty trafiły do Sheppard Air Force Base w Wichita Falls w Teksasie. W 1955 roku wszystkie maszyny wycofano z uzbrojenia. Samoloty zakupiła firma Frank Ambrose Aviation Company, która odsprzedała je użytkownikom w Ameryce Południowej, gdzie samoloty latały do połowy lat 60. XX w. Do dziś zachowały się dwa egzemplarze YC-125, można je oglądąć w Pima Air and Space Museum i National Museum of the United States Air Force.

## Konstrukcja
YC-125 był całkowicie metalowym górnopłatem napędzanym trzema silnikami gwiazdowymi. Usterzenie klasyczne ze statecznikiem poziomym umieszczonym w połowie długości statecznika pionowego. Zastrzałowe podwozie stałe z tylnym kółkiem ogonowym.